# Halterofília als Jocs Olímpics d'estiu de 1968
Als Jocs Olímpics d'Estiu de 1968 celebrats a Ciutat de Mèxic (Mèxic) es disputaren set proves d'halterofília, totes elles en categoria masculina. Les proves es realitzaren el dia 13 d'octubre de 1968 al Teatro de los Insurgentes.
Participeren un total de 160 halters de 55 comitès nacionals diferents.

## Resum de medalles
| Prova     | Or                   | Argent            | Bronze           |
| – 56 kg   | Mohammad Nassiri     | Imre Földi        | Henryk Trębicki  |
| – 60 kg   | Yoshinobu Miyake     | Dito Shanidze     | Yoshiyuki Miyake |
| – 67.5 kg | Waldemar Baszanowski | Parviz Jalayer    | Marian Zieliński |
| – 75 kg   | Viktor Kurentsov     | Masashi Ouchi     | Karoly Bakos     |
| – 82.5 kg | Boris Selitsky       | Vladimir Belyayev | Norbert Ozimek   |
| – 90 kg   | Kaarlo Kangasniemi   | Jaan Talts        | Marek Gołąb      |
| + 90 kg   | Leonid Zhabotinsky   | Serge Reding      | Joseph Dube      |

## Medaller
| Posició | País           | Or | Argent | Bronze | Total |
| 1       | Unió Soviètica | 3  | 3      | 0      | 6     |
| 2       | Japó           | 1  | 1      | 1      | 3     |
| 3       | Iran           | 1  | 1      | 0      | 2     |
| 4       | Polònia        | 1  | 0      | 4      | 5     |
| 5       | Finlàndia      | 1  | 0      | 0      | 1     |
| 6       | Hongria        | 0  | 1      | 1      | 2     |
| 7       | Bèlgica        | 0  | 1      | 0      | 1     |
| 8       | Estats Units   | 0  | 0      | 1      | 1     |